# Saint-Romain (Vienne)
 Saint-Romain  es una población y comuna francesa, situada en la región de Poitou-Charentes, departamento de Vienne, en el distrito de Montmorillon y cantón de Charroux.

## Demografía
| 725 | 613 | 493 | 443 | 387 | 363 |
| Para los censos de 1962 a 1999 la población legal corresponde a la población sin duplicidades (Fuente: INSEE [Consultar]) |     |     |     |     |     |